# Accademia Filarmonica di Bologna
L'Accademia Filarmonica di Bologna (Académie philharmonique de Bologne) est une institution pour l'enseignement de la musique située à Bologne.

## Histoire

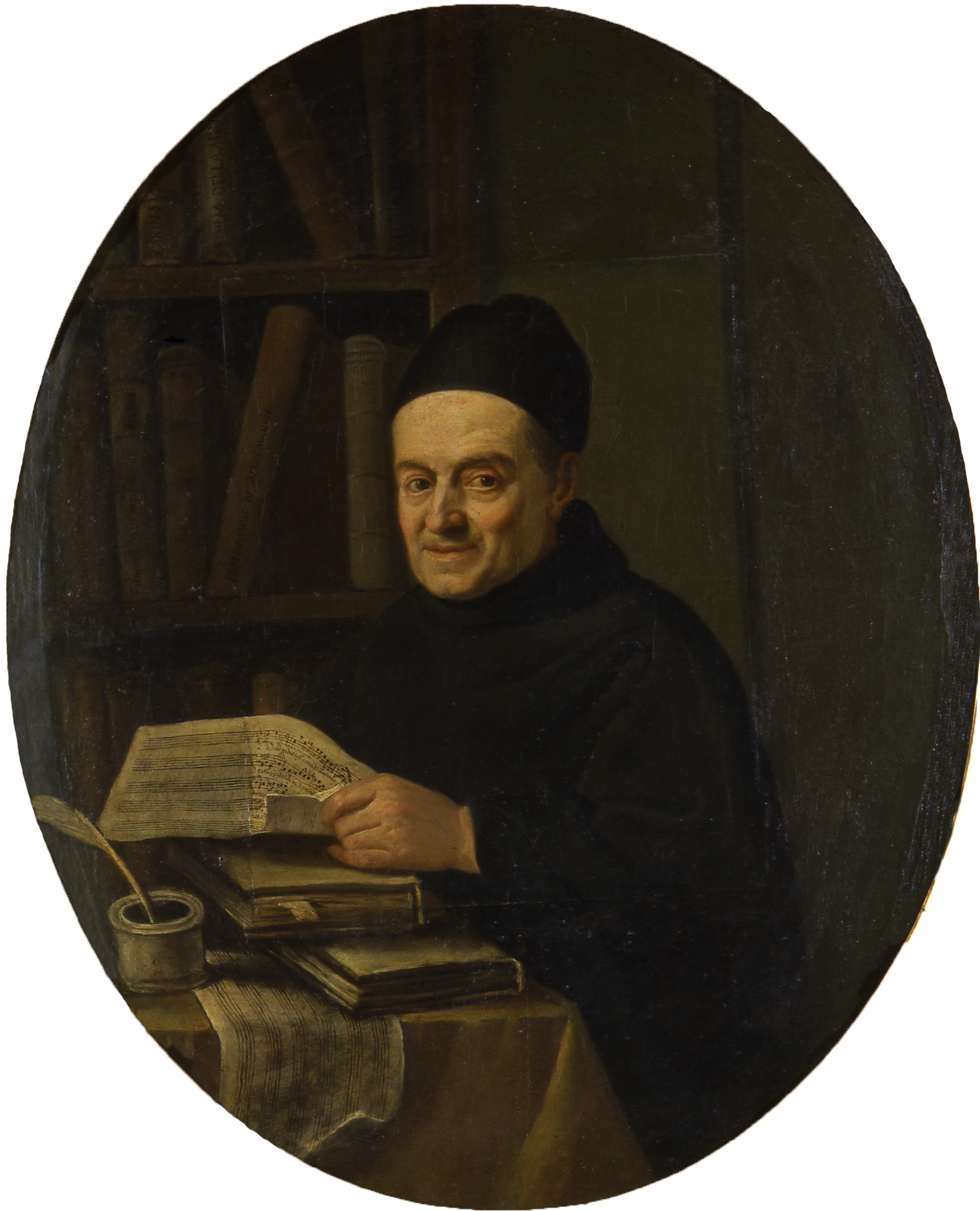
A. Crescimbeni – Portrait du Padre Martini, Musée international et bibliothèque de la musique de Bologne

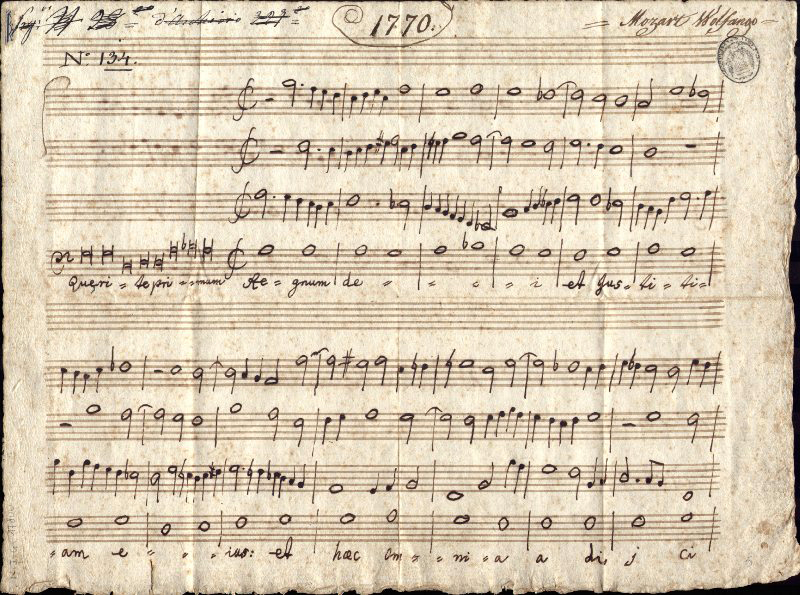
Antienne Quaerite primum regnum Dei, exercise d'examen du Padre Martini posé à Mozart son élève, âgé de 14 ans, le 9 october 1770, Bologne

L'Accademia de' Filarmonici a été fondée comme une association de musiciens à Bologne en 1666 par Vincenzo Maria Carrati. Saint Antoine de Padoue a été choisi comme Saint patron de l'institution, et un orgue avec la devise Unitate mélos comme son emblème. Grâce à l'influence de Pietro Ottoboni, le statut de l'académie a été approuvé par Clément XI en 1716. En 1749, Benoît XIV a décrété que l'Académie pourrait accorder le titre de Maestro di cappella.
Parmi les premiers membres de l'Académie, on trouve Giovanni Paolo Colonna (l'un des fondateurs de 1666, puis président de 1672 à 1691), Arcangelo Corelli (1670), Giacomo Antonio Perti (1688), Giuseppe Maria Jacchini (1688), Giuseppe Maria Orlandini, Antonio Bernacchi (1722), Giovanni Carestini (1726) et le  castrat célèbre Carlo Farinelli (1730).
Le compositeur et professeur Giovanni Battista Martini a enseigné à l'Académie à partir de 1758; parmi ses élèves, on trouve André Ernest Modeste Grétry, Josef Mysliveček, Maksim Berezovsky, Stanislao Mattei (qui a succédé à Martini en tant que professeur de composition), Johann Christian Bach, le célèbre violoncelliste Giovanni Battista Cirri et, en 1770, Wolfgang Amadeus Mozart.
Aux XIXe et XXe siècles, l'institution a été illustrée par des noms tels que Gioacchino Rossini Giuseppe Verdi, Arrigo Boito, Richard Wagner, Jules Massenet, Camille Saint-Saëns, Giacomo Puccini, et aussi ceux de John Field, Franz Liszt, Johannes Brahms, Anton Rubinstein, Ferruccio Busoni et Ottorino Respighi.

## La naissance duLiceo musicale
En 1798 (sous la République cisalpine) tous les biens et archives de l'Académie ont été confisqués et a été fondé le Liceo musicale. Par la suite, il y a eu distribution des rôles entre le conservatoire de musique (destiné à l'éducation musicale, l'actuel conservatoire Giovanni Battista Martini) et l'Académie (consacrée à la culture musicale et la mise en valeur de ses très riches archives, maintenant en collaboration avec le Musée international et la bibliothèque de la musique de Bologne).

## L'Académie aujourd'hui
Sous sa direction sont organisés des séries de concerts, des conférences, des congrès et des expositions d'archives musicales issues de son fonds. L'Académie propose une école de spécialisation pour la composition et des méthodes de recherche pour l'éducation musicale. Elle diffuse la culture musicale en particulier dans les écoles, et va à la rencontre de plus de mille cinq cents élèves par an. L'Académie commande de nouvelles œuvres aux compositeurs contemporains comme Tierkreis de Karlheinz Stockhausen (2008), En tono menor de Luis de Pablo (2010) et le Concerto Accademico de Peter Maxwell Davies (2012),

## Source
- (en) Cet article est partiellement ou en totalité issu de l’article de Wikipédia en anglais intitulé « Accademia Filarmonica di Bologna » (voir la liste des auteurs).